# NGC 5591-1
NGC 5591-1 is een spiraalvormig sterrenstelsel in het sterrenbeeld Ossenhoeder. Het hemelobject werd op 4 juni 1886 ontdekt door de Amerikaanse astronoom Lewis A. Swift.

## Synoniemen
- UGC 9207
- IRAS 14201+1356
- MCG 2-37-6
- KCPG 424A
- MK 809
- KUG 1420+139
- ZWG 75.23
- PGC 51360